# ارنست فیشر
ارنست اوتو فیشر (به آلمانی: Ernst Otto Fischer) شیمیدان آلمانی است که به خاطر مطالعات مستقلی که بر روی فلزهای آلی انجام داده‌اند به طور مشترک به همراه جفری ویلکینسون در سال ۱۹۷۳ موفق به دریافت جایزه نوبل شیمی شد.

## زندگی‌نامه
فیشر در شهر سولن در نزدیکی مونیخ زاده شده‌است. پدر و مادر او استاد فیزیک در دانشگاه فنی مونیخ بودند. در سال ۱۹۳۷ تحصیلاتش را به پایان رساند و دو سال به خدمت اجباری نظامی رفت که خدمت او با جنگ جهانی دوم همزمان بود و در لهستان، فرانسه، و روسیه خدمت کرد.